# Eudarcia romanum
Eudarcia romanum är en fjärilsart som beskrevs av Petersen 1958. Eudarcia romanum ingår i släktet Eudarcia och familjen äkta malar.
Artens utbredningsområde är Italien. Inga underarter finns listade i Catalogue of Life.